# フランク・ポドモア

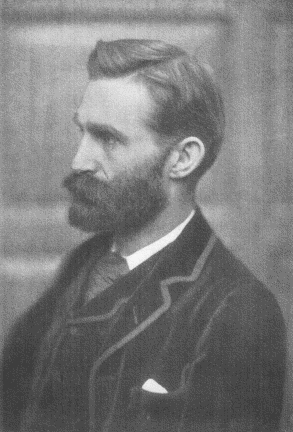
フランク・ポドモア（1895年）

フランク・ポドモア（Frank Podmore,1856年2月5日 - 1910年8月14日）はイギリスの著述家。社会主義運動で有名。
超常現象の信憑性には個人的に確信を抱き、終生関心を持っていた。しかし思想としてのスピリチュアリズムには疑問を抱き、社会主義者ロバート・オウエンに傾倒。現在の英国の労働党の基礎となった「ファビアン・ソサエティ」創立に協力し、「スピリチュアリズムのよきライバル」と言われた。
なお心霊現象研究協会には創立時から長期間関わり続け、科学的厳正さと文才で、行過ぎた超常現象賞賛に対してブレーキの役割を果たしたという。

## 年譜
- 1856年2月、ハーフォードシア州エルストリー生まれ。イーストボーン・カレッジの校長トンプソン・ポドモア師の息子。
- オクスフォード在学中からスピリチュアリズムに興味を持ち、心霊現象の研究を開始。
- 1875年から76年の間に、霊的な問題における人間性に関しての論文を多数発表。
- 1876年、心霊現象を体験し、最終的にスピリチュアリズムの現実性についての疑いを解く。
- 1877年、オクスフォードの自然科学科を首席で卒業。
- 1880年、NASでの講演中、「もはや自分はスピリチュアリストと呼ばれることはできない」と宣言。
- 1882年、SPR創立時に評議員に選ばれ、その後27年間続けた。またマイヤースと共同で名誉幹事をつとめる。
- 1883年、親友のエドワード・R・ピースやヒューバート・ブランド、イーディス・ネズビットとともに社会主義の討論グループを結成。グループは翌年フェビアン協会となり、ポドモアは自宅を本部として提供。フェビアン協会は各地に労働組合を組織するなどの活動を開始した。
- 1886年、マイヤース、ガーニーと共同執筆で「Phantasms of the Living」出版。
- 1892年、「Apparitions and Thought-Transference」発表。
- 1897年、「Studies in Psychical Research」発表。
- 1900年、労働組合代表とフェビアン協会や独立労働党メンバーによる「労働代表委員会」が結成される。
- 1902年、「Modern Spiritualism」発表。
- 1903年、「Spiritualism (Pro and Con Series, against Wake Cook) 」発表。
- 1906年、文筆活動に専念するため、25年間つとめた郵政官僚を退職。「Biography of Robert Owen」発表。理想的社会主義者のロバート・オウエンに傾倒し、「社会主義とスピリチュアリズム双方の父」と賞賛。
- 1906年、労働代表委員会が総選挙で29名の議員を当選させ、「労働党」と改称される。
- 1908年、「The Naturalisation of the Supernatural 」発表。
- 1909年、「Telepathic Hallucination; The New View of Ghosts 」発表
- 1910年、「The Newer Spiritualism」発表。8月、モルヴァン丘陵（有名な保養地）の泉で溺死、54歳。同性愛スキャンダルに巻き込まれたことによる自殺説も流れた。

## 参考
- ISS:Frank Podmore
- Spartacus:Frank Podmore